# عارف (اسم)
عارف هو اسم عربي فارسي اسم عارف منتشر في عدد كبير من البلدان المسلمة مثل إيران وأفغانستان وبنغلاديش والبوسنة والهرسك والهند وإندونيسيا وماليزيا وباكستان وتركيا .

## اشخاص
- عبد السلام عارف
- أحمد عارف الزين
- عارف الطويل
- عارف العارف
- حسن عارف
- عارف دليلة